# Calstock
Calstock (Kalstok in lingua cornica) è un villaggio e parrocchia civile dell'Inghilterra, appartenente alla contea della Cornovaglia.

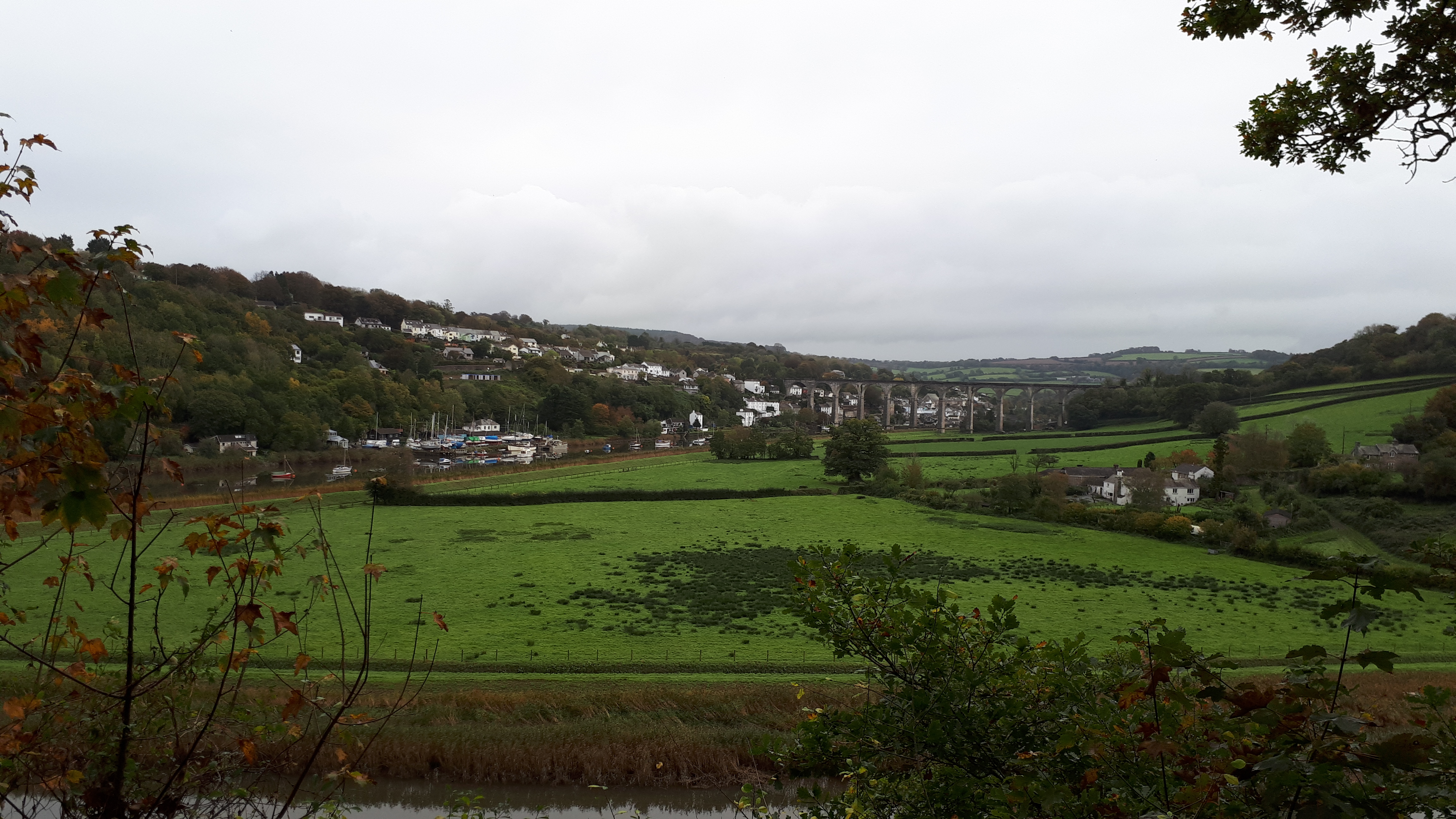
Viadotto Calstock e dintorni
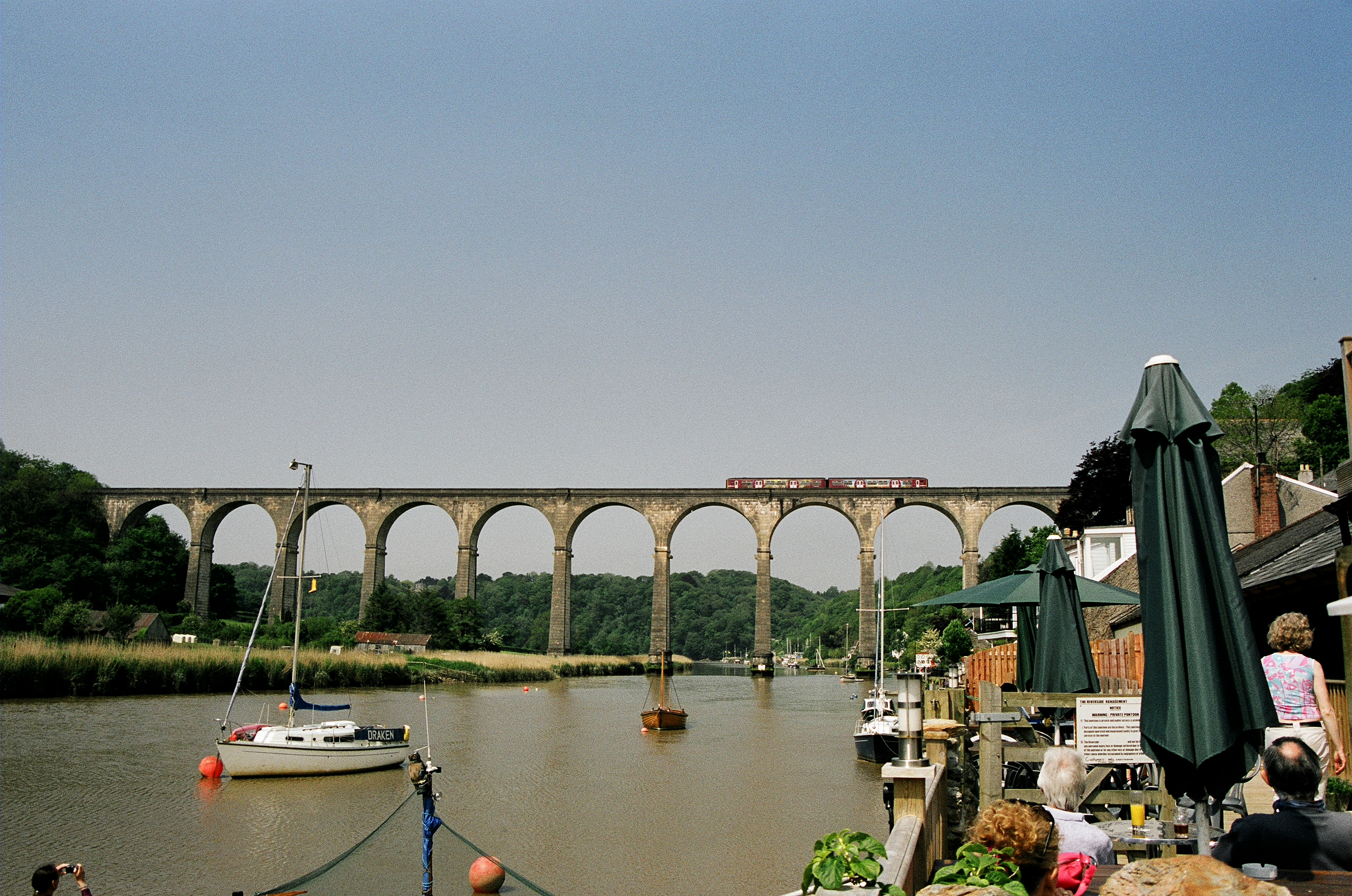
Viadotto Calstock